# 弦楽六重奏
弦楽六重奏（げんがく ろくじゅうそう）は、通常、ヴァイオリン、ヴィオラ、チェロそれぞれ2本ずつの編成で演奏される。
演奏は、弦楽五重奏同様、既存の弦楽四重奏団に、ヴィオラ奏者、チェロ奏者を一人ずつ加えて行う形態が多い。また加わった奏者が、第1・第2どちらのパートを弾くかは、弦楽五重奏同様、どちらが特に多いという傾向はない。

## 主な弦楽六重奏曲
ブラームス、シェーンベルクが有名なほかは、チャイコフスキーが時おり演奏される。それらを除いてはあまり有名な曲はない。主なものは以下の通り。
- シュポーア - ハ長調 op.140
- ブラームス - 第1番変ロ長調 op.18（第2楽章が非常に有名）、第2番ト長調 op.36
- ドヴォルザーク - イ長調 op.48
- チャイコフスキー - ニ長調 op.70『フィレンツェの想い出』
- レーガー - ヘ長調 op.118
- シェーンベルク - 『浄められた夜』op.4 - 作曲者自身の編曲による弦楽合奏版がある。